# 非洲、加勒比和太平洋國家集團
非洲、加勒比和太平洋国家集团（英語：African, Caribbean and Pacific Group of States，缩写），简称“非加太”，是一个国家集团（截至2008年有79个成员：48个非洲成员，16个加勒比成员，以及15个太平洋成员），1975年通过《乔治敦协定》成立。该集团的主要目标是在其成员国中推进可持续发展和消除贫困，并且促进其成员国在世界经济中进一步一体化。除古巴外，所有成员国都与欧洲联盟签订了《科托努协定》。
《科托努协定》于2000年6月在贝宁科托努签订。该协定是《洛梅公约》的后继者。它与《洛梅公约》的一个最大区别是其伙伴关系扩大至新行动者如市民社会，私营部门，工会和地方当局。这些将被包括在协商和国家发展战略规划中，从而获得财政资源，并包括在规划的实施中。
许多小岛屿发展中国家是非加太国家；《洛梅公约》于1995年在毛里求斯进行了第4次修订，给予该协定中的岛屿国家以特别关照。

## 非加太国家列表

加勒比集团
东部和南部非洲集团
太平洋集团
西部非洲集团
南部非洲集团
中部非洲集团
东部非洲集团

### 非洲
非洲非加太国家通过5个EPA（Economic Partnership Agreements，EPA）集团（西部非洲，CEMAC，SADC，EAC，东部和南部非洲）同欧盟达成协议。相关的欧盟OCT有：马约特（东部和南部非洲）；相关的欧盟外延地区（outermost region）有：留尼汪（东部和南部非洲），加那利群岛（西部非洲），马德拉（西部非洲），亚速尔群岛（西部非洲）。
| "SADC集团" - 南非 - 賴索托 - 莫桑比克 - 纳米比亚 - 安哥拉 "EAC集团" - 卢旺达 - 坦桑尼亚 - 乌干达 "东部和南部非洲集团"（COMESA相关） - 马拉维 - 尚比亞 - 辛巴威 - 塞舌尔 - 马达加斯加 - 模里西斯 - 衣索比亞 - 苏丹 - ，未参加EPA | "CEMAC加圣多美和普林西比、刚果民主共和国集团"（ECCAS相关） - 喀麦隆 - 中非 - 刚果共和国 - 刚果民主共和国 - 赤道几内亚 - 加彭 - 聖多美和普林西比 "西部非洲集团"（ECOWAS加毛里塔尼亚） - 布吉納法索 - 多哥 - 几内亚 - 利比里亚 - 尼日尔 - 奈及利亞 - 塞内加尔 - 毛里塔尼亚 |

### 加勒比
| - 安地卡及巴布達 - 巴哈马 - 古巴，未参加EPA - 多米尼克 - 格瑞那達 | - 海地 - 牙买加 - 圣基茨和尼维斯 - 圣卢西亚 - 苏里南 - 千里達及托巴哥 |

加勒比共同体的所有国家加多米尼加共和国集团与欧盟达成加勒比论坛EPA。相关的欧盟OCT有：阿鲁巴，百慕大，英属维尔京群岛，荷属安的列斯，安圭拉，开曼群岛，特克斯和凯科斯群岛，蒙特塞拉特；相关的欧盟外延地区有：瓜德罗普，马提尼克，法属圭亚那，圣马丁，圣巴泰勒米。

### 太平洋
| - 庫克群島 - 东帝汶，未参加EPA - 斐济 - 基里巴斯 - 马绍尔群岛 - 密克羅尼西亞聯邦 - 瑙鲁 - 纽埃 | - 帛琉 - 萨摩亚 - 所罗门群岛 |

太平洋岛国论坛集团的所有国家与欧盟达成太平洋EPA。相关的欧盟OCT有：新喀里多尼亚，瓦利斯和富图纳，法属波利尼西亚，皮特凯恩群岛。

### 北大西洋
在这一地区有欧盟的OCT格陵兰和圣皮埃尔和密克隆，但没有非加太国家。

### 南大西洋
在这一地区有欧盟的OCT圣赫勒拿和福克兰群岛，但没有ACP国家。然而圣赫勒拿正在发展与SADC EPA集团的联系。

### 无人居住领地
无人居住的欧盟OCT并不参加地区一体化，也不从欧盟接受发展资金。
- 英屬印度洋領地，位于印度洋[3][5]
- 法属南部和南极领地，位于印度洋[6]
- 南乔治亚和南桑威奇群岛，位于南大西洋，因此属于那里的一个有居民的OCT集团。[3]
- 英属南极领地，位于南大西洋，因此属于那里的一个有居民的OCT集团。[3]

## 特殊命名
条约的附件VI列出了如下命名：

### 非加太最不发达国家
- 安哥拉
- 布吉納法索
- 中非
 
 
 刚果民主共和国
- 衣索比亞
- 几内亚
- 海地
- 基里巴斯
- 賴索托
 利比里亚
- 马达加斯加
 马拉维
 
 毛里塔尼亚
 莫桑比克
- 尼日尔
- 卢旺达
- 聖多美和普林西比
 
 所罗门群岛
 
 苏丹
- 坦桑尼亚
 
 多哥
- 乌干达
- 尚比亞

最不发达OCT如下：
- 马约特
 
 聖赫勒拿
 
 
 。[7]

### 非加太内陆国家
- 布吉納法索
- 中非
- 衣索比亞
- 賴索托
- 马拉维
- 尼日尔
- 卢旺达
- 乌干达
- 尚比亞
 辛巴威

### 非加太岛屿国家
- 安地卡及巴布達
- 巴哈马
- 庫克群島
- 斐济
- 格瑞那達
- 海地
- 牙买加
- 基里巴斯
- 马达加斯加
 模里西斯
- 瑙鲁
 纽埃
- 圣基茨和尼维斯
 圣卢西亚
 
 萨摩亚
 聖多美和普林西比
 塞舌尔
 所罗门群岛
- 千里達及托巴哥